# Chekonidhara
Chekonidhara é uma vila no distrito de Jorhat, no estado indiano de Assam.

## Demografia
Segundo o censo indiano de 2001, Chekonidhara tinha uma população de 7315 habitantes. Os indivíduos do sexo masculino constituem 50% da população e os do sexo feminino 50%. Chekonidhara tem uma taxa de literacia de 85%, superior à média nacional de 59,5%; a literacia no sexo masculino é de 85% e no sexo feminino é de 84%. 8% da população está abaixo dos 6 anos de idade.